# Herbert B. Leonard
Herbert Breiter Leonard est un réalisateur américain.

## Biographie
Il est né à le 8 octobre 1922 à New York. Il est le fils de Morton et Rhoda Leonard. Il a étudié à l'Université de New York. Il meurt à New York, le 14 octobre 2006.

## Filmographie
Sauf indication contraire, les informations mentionnées dans cette section peuvent être confirmées par la base de données cinématographiques IMDb,  présente dans la section « Liens externes ».

### Directeur de production
- 1947 : The Vigilante de Wallace Fox
- 1947 : Sweet Genevieve (en) de Arthur Dreifuss
- 1947 : Two Blondes and a Redhead (en) de Arthur Dreifuss
- 1948 : Le Prince des voleurs (film) (The Prince of Thieves) de Howard Bretherton

### Producteur

#### Cinéma
- 1969 : Popi de Arthur Hiller
- 1971 : L'Affrontement (Going Home) de lui-même

#### Séries télévisées
- 1954-1959 : Rintintin (The Adventures of Rin Tin Tin) (126 épisodes)
- 1956-1957 : Tales of the 77th Bengal Lancers (9 épisodes)
- 1956-1957 : Circus Boy (49 épisodes)
- 1958-1960 : Rescue 8 (en) (33 épisodes)
- 1958-1963 : Naked City (138 épisodes)
- 1960-1964 : Route 66 (116 épisodes)
- 1961 : Tallahassee 7000 (en) (3 épisodes)
- 1968 : Premiere (en) (1 épisode)
- 1988-1993 : Rintintin junior (Katts and Dog) (106 épisodes)
- 1993 : Route 66 (en) (1 épisode)

### Réalisateur

#### Cinéma
- 1967 : The Perils of Pauline (en)
- 1971 : L'Affrontement (Going Home)

#### Série télévisée
- 1962 : Route 66 (saison 3, épisode 7)

### Scénariste
- 1960-1964 : Route 66 (115 épisodes)
- 1993 : Route 66 (en) (3 épisodes)